# Ligue élite (hockey in-line)
La Ligue élite è la massima categoria del Campionato francese maschile di hockey in-line.

## Formula
Al campionato generalmente prendono parte 10 squadre.

### Stagione regolare
La prima fase (stagione regolare) si svolge secondo la formula del girone all'italiana: ogni formazione affronta tutte le altre due volte, una presso la propria pista (partita in casa), una presso la pista avversa (partita in trasferta). Vengono assegnati tre punti alla squadra che vince una partita nei tempi regolamentari, due punti alla squadra che vince l'incontro ai tempi supplementari o ai rigori, un punto alla squadra sconfitta ai tempi supplementari o ai rigori e zero alla squadra sconfitta nei tempi regolamentari.

### Play-off
Le prime otto squadre della stagione regolare disputano i play-off per il titolo con la formula dell'eliminazione diretta (quarti al meglio delle tre partite; semifinali e finale al meglio delle cinque). La società vincitrice dei play-off conquista il titolo di squadra campione di Francia.

## Albo d'oro
| Edizione        | Classifica                | Classifica             | Classifica             |
| Edizione        | Vincitore                 | Secondo                | Nº squadre             |
| --------------- | ------------------------- | ---------------------- | ---------------------- |
| 1995-1996 (1ª)  | Seyssins                  |                        |                        |
| 1996-1997 (2ª)  | Seyssins (2)              |                        |                        |
| 1997-1998 (3ª)  | Hawks d’Angers            |                        |                        |
| 1998-1999 (4ª)  | Rapaces de Reims          |                        |                        |
| 1999-2000 (5ª)  | Hawks d’Angers (2)        |                        |                        |
| 2000-2001 (6ª)  | Hawks d’Angers (3)        | Diables Rethelois      |                        |
| 2001-2002 (7ª)  | Hawks d’Angers (4)        | Diables Rethelois      |                        |
| 2002-2003 (8ª)  | Diables Rethelois         | Hawks d’Angers         |                        |
| 2003-2004 (9ª)  | Diables Rethelois (2)     | Hawks d’Angers         |                        |
| 2004-2005 (10ª) | Diables Rethelois (3)     | Hawks d’Angers         |                        |
| 2005-2006 (11ª) | Diables Rethelois (4)     | Hawks d’Angers         |                        |
| 2006-2007 (12ª) | Diables Rethelois (5)     | Artzak d'Anglet        | 10                     |
| 2007-2008 (13ª) | Diables Rethelois (6)     | Artzak d'Anglet        | 10                     |
| 2008-2009 (14ª) | Diables Rethelois (7)     | Artzak d'Anglet        |                        |
| 2009-2010 (15ª) | Artzak d'Anglet           | Les Écureuils d'Amiens |                        |
| 2010-2011 (16ª) | Artzak d'Anglet (2)       | Diables Rethelois      |                        |
| 2011-2012 (17ª) | Artzak d'Anglet (3)       | Diables Rethelois      |                        |
| 2012-2013 (18ª) | Corsaires Paris XIII      | Artzak d'Anglet        |                        |
| 2013-2014 (19ª) | Diables Rethelois (8)     | Grenoble Yetis         |                        |
| 2014-2015 (20ª) | Diables Rethelois (9)     | Hawks d’Angers         |                        |
| 2015-2016 (21ª) | Diables Rethelois (10)    | Corsaires Paris XIII   |                        |
| 2016-2017 (22ª) | Diables Rethelois (11)    | Tigres de Garges       |                        |
| 2017-2018 (23ª) | Tigres de Garges          | Diables Rethelois      |                        |
| 2018-2019 (24ª) | Villeneuve-la-Garenne     | Diables Rethelois      |                        |
| 2019-2021       | Edizioni non disputate    | Edizioni non disputate | Edizioni non disputate |
| 2021-2022 (25ª) | Villeneuve-la-Garenne (2) | Grenoble Yetis         |                        |
| 2022-2023 (26ª) | Diables Rethelois (12)    | Villeneuve-la-Garenne  |                        |

### Riepilogo vittorie per squadra
| Squadra               | Titoli | Edizioni                                                               |
| --------------------- | ------ | ---------------------------------------------------------------------- |
| Diables Rethelois     | 12     | 2003, 2004, 2005, 2006, 2007, 2008, 2009, 2014, 2015, 2016, 2017, 2023 |
| Hawks d’Angers        | 4      | 1998, 2000, 2001, 2002                                                 |
| Artzak d'Anglet       | 3      | 2010, 2011, 2012                                                       |
| Seyssins              | 2      | 1996, 1997                                                             |
| Villeneuve-la-Garenne | 2      | 2019, 2022                                                             |
| Rapaces de Reims      | 1      | 1999                                                                   |
| Corsaires Paris XIII  | 1      | 2013                                                                   |
| Tigres de Garges      | 1      | 2018                                                                   |